# Aderus saginatus
Aderus saginatus és una espècie de coleòpter polífag de la família dels adèrids. Es troba a Califòrnia (EUA).